# Ярва-Яаніська сільська рада
Я́рва-Яаніська сільська рада (ест. Järva-Jaani külanõukogu, рос. Ярва-Яаниский сельский совет) — сільська рада в Естонській РСР та Естонській Республіці, адміністративно-територіальна одиниця в складі повіту Ярвамаа (1945—1950, 1990—1991) та Пайдеського району (1950—1990).

## Географічні дані
Сільська рада розташовувалася в північно-східній частині Пайдеського району.
У 1973 році площа сільради складала 197,2 км2.
Населення за роками

## Населені пункти
Адміністративний центр — селище Ярва-Яані (Järva-Jaani alevik), що розташовувалося на відстані 35 км на північний схід від міста Пайде.
У 1959 році до складу сільради входили населені пункти:
поселення (asundus): Куксема (Kuksema), Рамма (Ramma), Роосна-Алліку (Roosna-Alliku), Оріна (Orina);
села: Валасті (Valasti), Варівере (Varivere), Еллавере (Ellavere), Еллі (Älli.), Іллевере (Illevere), Каарлі (Kaarli), Каарука (Kaaruka), Каґавере (Kagavere), Каріну (Karinu),  Кейка (Keika), Кігме (Kihme), Ліутсалу (Liutsalu), Метсла (Metsla), Метстаґузе (Metstaguse), Оеті (Oeti), Пайстевялья (Paistevälja), Пягу (Pähu), Рамма (Ramma), Селікюла (Seliküla), Таммекюла (Tammeküla), Ялалипе (Jalalõpe), Ялґсема (Jalgsema).
В селищі міського типу Ярва-Яані розташовувалось управління сільської ради, проте селище мало районне підпорядкування і до складу сільради не входило.
26 березня 1987 року знижено статус селища міського типу Ярва-Яані до сільського селища з підпорядкуванням Ярва-Яаніській сільській раді.
Станом на 1989 рік Ярва-Яаніській сільській раді підпорядковувалися селище Ярва-Яані та 9 сіл (küla):
Каґавере (Kagavere), Каріну (Karinu), Куксема (Kuksema), Метсла (Metsla), Метстаґузе (Metstaguse), Рамма (Ramma), Селікюла (Seliküla), Ялалипе (Jalalõpe), Ялґсема (Jalgsema).

## Землекористування
1954 року в межах території сільради землями користувалися колгоспи: «Ийгузе Вийт» («Справедлива Перемога», «Õiguse Võit»), «Югендус» («Союз», «Ühendus»), «Кюльвая» («Сіяч», «Külvaja»), «Більшовик» («Bolševik»), «Тулевік» («Майбутнє», «Tulevik»), «Сталінлік Тее» («Сталінський Шлях», «Stalinlik Tee»), а також підсобні господарства Ярва-Яаніської школи механізації сільського господарства №6 та Мяеського плодорозсадника.
1970 року на території сільради розташовувалися колгоспи «Більшовик» (головна садиба містилася в селі Метстаґузе), «Кюльвая» (село Пайстевялья), «Ийгузе Вийт» (поселення Каріну) та «Югендус» (поселення Куксема).

## Історія

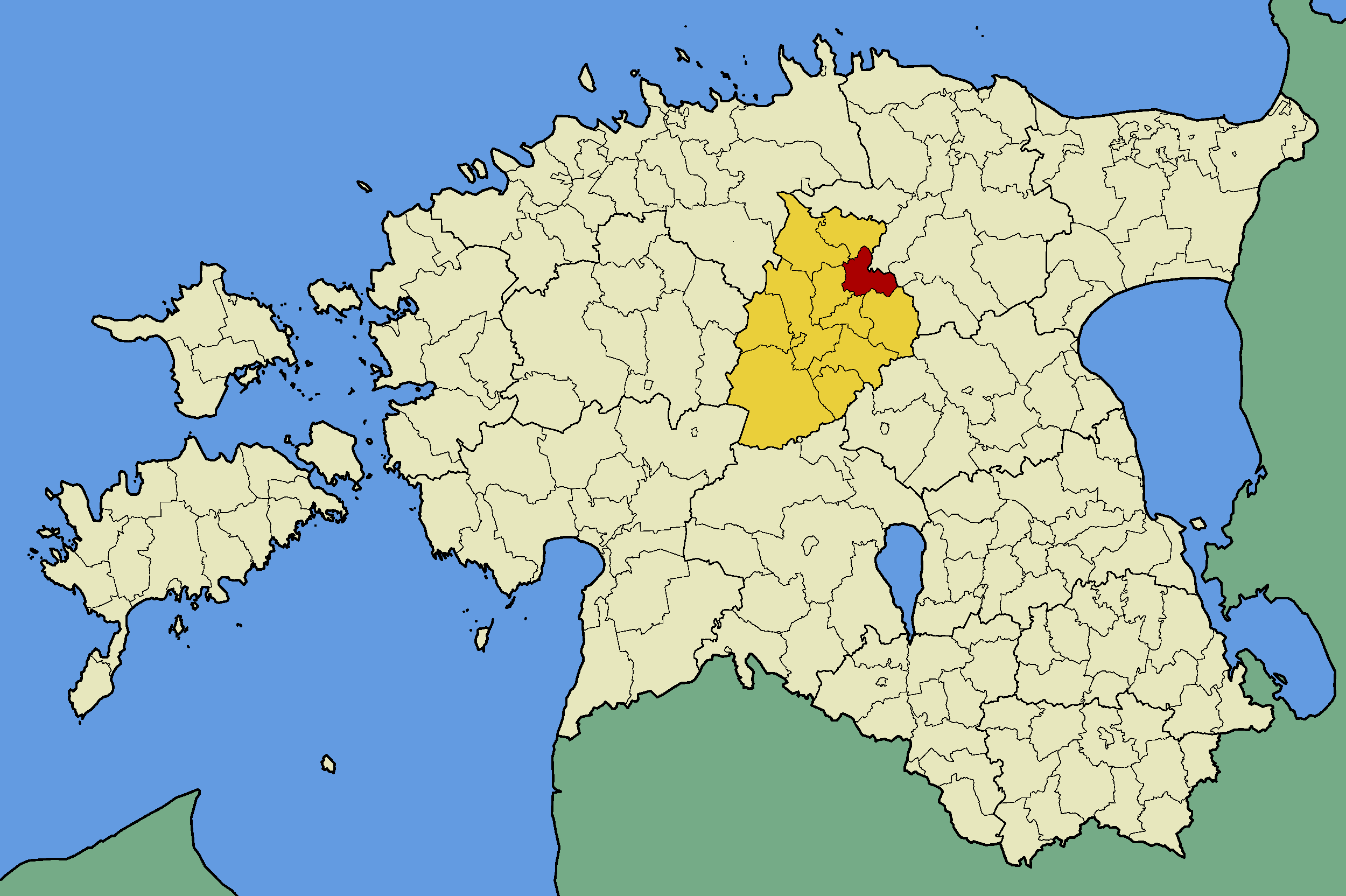
Волость Ярва-Яані після 1991 року

8 серпня 1945 року на території волості Вигмута в Ярваському повіті утворена Ярва-Яаніська сільська рада з центром у селищі Ярва-Яані. 
26 вересня 1950 року, після скасування в Естонській РСР повітового та волосного поділу, сільська рада ввійшла до складу новоутвореного Пайдеського сільського району.
17 червня 1954 року в процесі укрупнення сільських рад Естонської РСР територія сільради на заході та сході збільшилася внаслідок приєднання земель ліквідованих Роосна-Аллікуської та Карінуської сільських рад.
3 вересня 1960 року зі складу Ярва-Яаніської сільради передано до Тамсалуської сільської ради Вяйке-Маар'яського району землі радгоспу «Тамсалу». Одночасно до сільради приєднана територія радгоспу Алліку, що входила до складу Албуської сільради Тапаського району.
26 березня 1987 року для відновлення Роосна-Аллікуської сільської ради від Ярва-Яаніської сільради відокремлено 6800 га, зокрема землі Аллікуського радгоспу, села: Аллік'ярве, Валасті, Каарука, Кігме та сільське селище Роосна-Алліку.
26 вересня 1991 року Ярва-Яаніська сільська рада перетворена у волость Ярва-Яані з отриманням статусу самоврядування.